# Cézy
Cézy est une commune française située dans le département de l'Yonne en région Bourgogne-Franche-Comté.

## Géographie
Cézy se tient sur la rive gauche de l'Yonne à 5 km en aval du centre de Joigny. La commune s'allonge le long de la rivière, suivant la courbe d'un méandre ; elle inclut une partie de la rive droite de la rivière, les Hectares, s'étendant en un point jusqu'au chenal appelé « dérivation de Joigny ». Un pont suspendu enjambe l'Yonne, reliant Cézy à l'île de l'Entonnoir en direction de Saint-Aubin-sur-Yonne en rive droite.

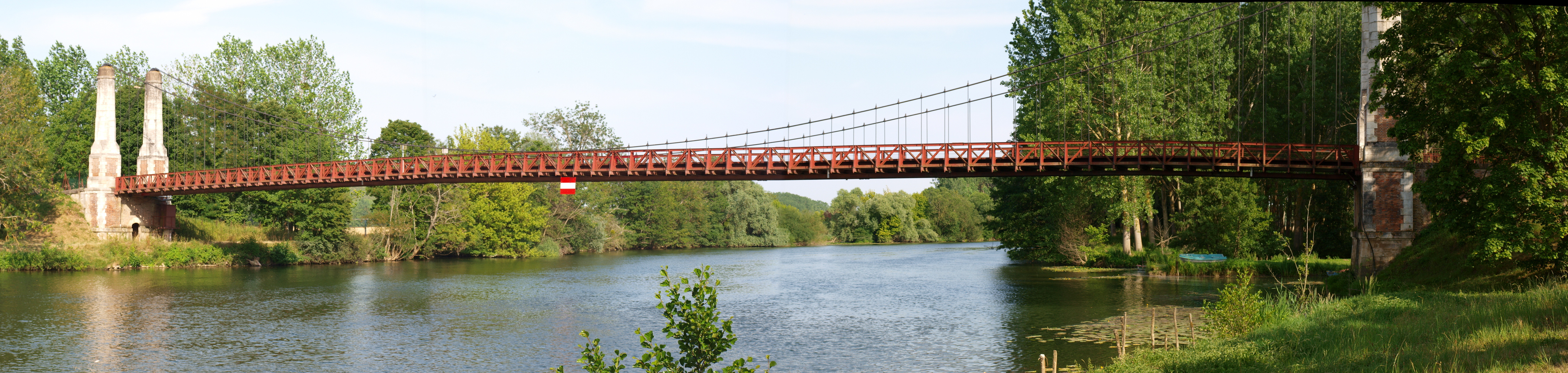
Pont suspendu de Cézy.

Le Tholon parcourt environ 1,7 km dans le sud de la commune avant de se déverser dans l'Yonne en face de l'île Turenne. Le Vrin des Marchands (un bras du Vrin d'environ 2,3 km de long) se déverse dans l'Yonne en amont du château de Bellerive, et le Vrin en aval du même château.
La D 606 suit en partie le tracé de l'ancienne voie romaine joignant Auxerre à Sens (passant par Joigny).

### Hameaux, lieux-dits et écarts
Les hameaux suivis d'un astérisque sont situés à l'écart de la route indiquée. Les lieux-dits sont en italique.
B
- Chteau de Bellerive*, rue du Moulin d'En Bas
- la Bouvière, ferme*,       D 3

C
- Champ Rouge*,              D 3
- la Chaume aux Chiens,  rue de Thèmes
- Coq,                   D 182
- la Contemine,          le long du Tholon
- Côte de Roujard,       D 434
- la Croix Piochard*,        D 3
- Croix Saint-Vincent,   rue de Thèmes
- les Croûtes*,              Dv 3

F
- la Folie*,                 rue de Thèmes
- le Fourneau à Chignet, N-O de Thèmes

G
- les Grands Prés,       en bord de l'Yonne
- le Gravier,            en bord de l'Yonne
- La Grellière,          D434

H
- les Hectares,          île sur l'Yonne

I
- Île de l'Entonnoir,    île sur l'Yonne
- l'Île Turenne,         île sur l'Yonne

M
- les Marais,            D 182
- le Mardeneau*,             D 606
- les Marnis,            D 434

P
- le Péage*,                 D 134

S
- la Sabrette,           D 182

T
- la Tête de Vache*,     ouest de Thèmes
- Thèmes*,                   D 3
- le Transval*,              route de Ruban

V
- la Vau Dillon,         D 3
- les Vieilles Granges*,     D 3

### Climat
Pour des articles plus généraux, voir Climat de la Bourgogne-Franche-Comté et Climat de l'Yonne.
En 2010, le climat de la commune est de type climat océanique dégradé des plaines du Centre et du Nord, selon une étude du Centre national de la recherche scientifique s'appuyant sur une série de données couvrant la période 1971-2000. En 2020, Météo-France publie une typologie des climats de la France métropolitaine dans laquelle la commune est exposée à un climat océanique altéré et est dans la région climatique  Nord-est du bassin Parisien, caractérisée par un ensoleillement médiocre, une pluviométrie moyenne régulièrement répartie au cours de l’année et un hiver froid (3 °C).
Pour la période 1971-2000, la température annuelle moyenne est de 11,4 °C, avec une amplitude thermique annuelle de 15,8 °C. Le cumul annuel moyen de précipitations est de 669 mm, avec 11,4 jours de précipitations en janvier et 7,3 jours en juillet. Pour la période 1991-2020, la température moyenne annuelle observée sur la station météorologique de Météo-France la plus proche, « Cudot_sapc », sur la commune de Cudot à 12 km à vol d'oiseau, est de 11,7 °C et le cumul annuel moyen de précipitations est de 765,6 mm. 
La température maximale relevée sur cette station est de 42 °C, atteinte le 25 juillet 2019 ; la température minimale est de −13 °C, atteinte le 20 décembre 2009,,.
Les paramètres climatiques de la commune ont été estimés pour le milieu du siècle (2041-2070) selon différents scénarios d'émission de gaz à effet de serre à partir des nouvelles projections climatiques de référence DRIAS-2020. Ils sont consultables sur un site dédié publié par Météo-France en novembre 2022.

## Urbanisme

### Typologie
Au 1er janvier 2024, Cézy est catégorisée commune rurale à habitat dispersé, selon la nouvelle grille communale de densité à sept niveaux définie par l'Insee en 2022.
Elle est située hors unité urbaine. Par ailleurs la commune fait partie de l'aire d'attraction de Joigny, dont elle est une commune de la couronne,. Cette aire, qui regroupe 14 communes, est catégorisée dans les aires de moins de 50 000 habitants,.

### Occupation des sols
L'occupation des sols de la commune, telle qu'elle ressort de la base de données européenne d’occupation biophysique des sols Corine Land Cover (CLC), est marquée par l'importance des territoires agricoles (62,7 % en 2018), une proportion sensiblement équivalente à celle de 1990 (62,9 %). La répartition détaillée en 2018 est la suivante : terres arables (47 %), forêts (26,6 %), zones agricoles hétérogènes (12,7 %), zones urbanisées (6,8 %), eaux continentales (3,9 %), prairies (3 %). L'évolution de l’occupation des sols de la commune et de ses infrastructures peut être observée sur les différentes représentations cartographiques du territoire : la carte de Cassini (XVIIIe siècle), la carte d'état-major (1820-1866) et les cartes ou photos aériennes de l'IGN pour la période actuelle (1950 à aujourd'hui).

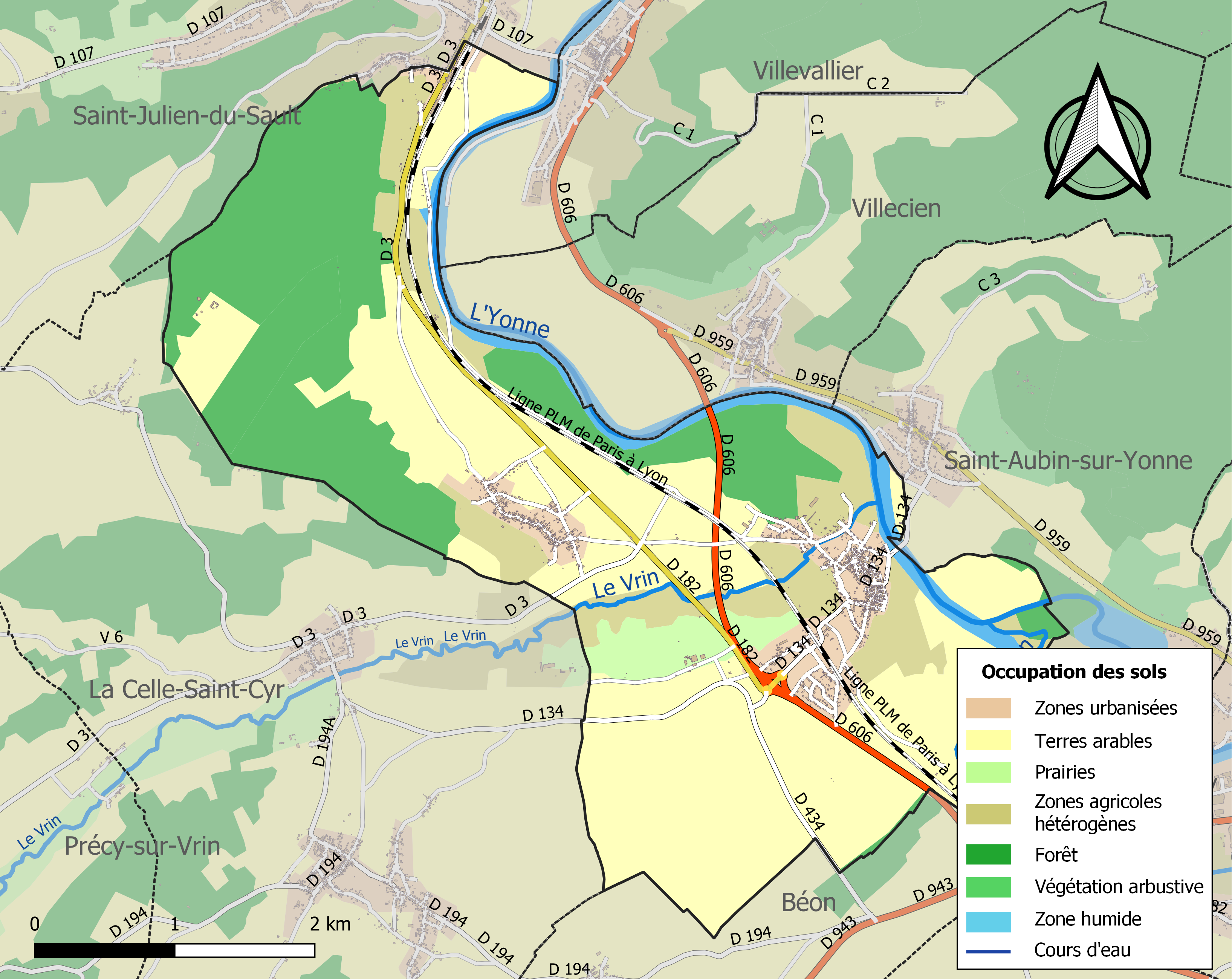
Carte des infrastructures et de l'occupation des sols de la commune en 2018 (CLC).

## Histoire
En 1336, un document établit l'inventaire de la léproserie de Saint-Denis-de-Léchères, située autrefois sur le territoire de la paroisse de Cézy (aujourd'hui à Joigny) et qui remonterait au début du XIIIe siècle. La léproserie disposait d'une chapelle, d'un chapelain et d'un cimetière. Pour s'assurer des revenus, elle disposait également d'une exploitation rurale (granges, étables, porcheries, etc.), de vignes et d'un port d'embarquement sur l'Yonne. Outre les tonneaux de vin, le port Folet permettait d'acheminer des bois et charbons provenant de la vallée du Vrain et de ses alentours. Chaque année une foire se tenait aux environs de la léproserie. En 1334, l’archevêque de Sens, Guillaume de Brosse (issu des vicomtes de Brosse), fit don de la léproserie au chapitre de Paris qui possédait des vignes dans son environnement. Cette possession dura jusqu'à la fin du XVe siècle.
En 1364, pendant la captivité du comte de Joigny Miles de Noyers (petit-fils du maréchal Miles de Noyers) à l'issue de la bataille d'Auray, une bande de routiers a envahi les châteaux de Cézy et de Saint-Aubin-Château-Neuf, et il a fallu payer une rançon de mille livres d'or afin de les faire sortir.
En 1434, à la fin de la guerre de Cent Ans, Philippe III de Bourgogne fit le siège de Cézy qui était alors une ville fortifiée. De ces défenses il ne reste de nos jours qu'une porte et l’église.
Cézy se situe près de La Ferté-Loupière et de Courtenay, et à proximité immédiate de Joigny. L'hommage féodal était dû aux comtes de Joigny. La seigneurie initiale de Cézy, située dans le Jovinien (le pays de Joigny), était un membre du comté des Joigny (comté apparu entre 1055 et 1080, comme un démembrement du comté de Sens), se rattachant directement aux vicomtes de Joigny (cf. les articles Comté de Joigny et Joigny), et pouvant faire partie du douaire des comtesses de Joigny. De plus, depuis le XIIe siècle au moins, la seigneurie gravitait autour des possessions des Sancerre — et avant eux de leurs ancêtres Blois-Champagne-comtes de Troyes — voire des Courtenay et des Donzy. Mi-XVe siècle-mi XVIe Cézy eut les mêmes seigneurs que La Ferté-Loupière, dont le célèbre Jacques Cœur.
Jacques Cœur y avait un des plus beaux châteaux de la province.
Le 4 frimaire an II (24 novembre 1792), le conseil général de la commune, le comité de surveillance, le juge de paix et ses assesseurs, la Garde nationale et la société populaire, ont fait brûler place de la Croix-Saint-Abdon tous les papiers et titres féodaux, puis ont planté un marronnier qui symbolisait l'arbre de la liberté.
En 1802, un recensement, effectué par le contrôleur Lallier, a dénombré 1175 habitants et 260 maisons, dont 68 (26,15%) avaient un toit de chaume.
Jusqu'en 1846, il existait un bac pour franchir l’Yonne. À son emplacement, un pont suspendu de 90 mètres a été inauguré le 4 février 1846. Le village de l'époque compte environ 1 400 habitants.
On a retrouvé lors de fouilles, un fer de bêche à trois dents de 31,5 sur 18,7 cm, qui a permis de confirmer que cet outil existait à la fin du IXe siècle, début du Xe siècle.
Honoré de Balzac a utilisé le château de Cézy comme référence a ses personnages dans La Comédie humaine. Il a notamment utilisé le pseudonyme du général comte de Montcornet pour le général comte Edme-Étienne Borne Desfourneaux qui fut effectivement propriétaire de la terre et du château, et élu membre de la Chambre des représentants après avoir été député au Corps législatif en 1811.
Au mois de novembre 1870, durant la guerre franco-allemande, les Prussiens occupent le village et dévalisent son château, tuant un habitant trouvé vêtu d'un uniforme de garde national.

## Politique et administration

### Liste des maires
| Période    | Période  | Identité                               | Étiquette | Qualité               |
| ---------- | -------- | -------------------------------------- | --------- | --------------------- |
| 1790       |          | Jean-Baptiste-Alexis-Joakim Vérien     |           | Premier maire de Cézy |
|            |          |                                        |           |                       |
| 1857       | ?        | Levert                                 |           |                       |
| vers 1950  |          | Georges Sauvage (1884-1974)            | SFIO      |                       |
| avant 1988 | ?        | Bertrand de Chaunac-Lanzac (1911-1995) |           |                       |
| 2008       | 2014     | Yves Roy                               | SE        |                       |
| 2014       | 2020     | Serge Blouet                           | SE        |                       |
| 2020       | En cours | Cyril Haghebaert                       | SE        |                       |

## Démographie
L'évolution du nombre d'habitants est connue à travers les recensements de la population effectués dans la commune depuis 1793. Pour les communes de moins de 10 000 habitants, une enquête de recensement portant sur toute la population est réalisée tous les cinq ans, les populations de référence des années intermédiaires étant quant à elles estimées par interpolation ou extrapolation. Pour la commune, le premier recensement exhaustif entrant dans le cadre du nouveau dispositif a été réalisé en 2008.

En 2022, la commune comptait 1 081 habitants, en évolution de −3,83 % par rapport à 2016 (Yonne : −1,95 %, France hors Mayotte : +2,11 %).
| 1793  | 1800  | 1806  | 1821  | 1831  | 1836  | 1841  | 1846  | 1851  |
| ----- | ----- | ----- | ----- | ----- | ----- | ----- | ----- | ----- |
| 1 103 | 1 196 | 1 155 | 1 175 | 1 372 | 1 386 | 1 395 | 1 456 | 1 468 |

| 1856  | 1861  | 1866  | 1872  | 1876  | 1881  | 1886  | 1891 | 1896 |
| ----- | ----- | ----- | ----- | ----- | ----- | ----- | ---- | ---- |
| 1 300 | 1 305 | 1 302 | 1 203 | 1 117 | 1 043 | 1 009 | 996  | 923  |

| 1901 | 1906 | 1911 | 1921 | 1926 | 1931 | 1936 | 1946 | 1954 |
| ---- | ---- | ---- | ---- | ---- | ---- | ---- | ---- | ---- |
| 872  | 874  | 841  | 727  | 754  | 784  | 804  | 804  | 797  |

| 1962 | 1968 | 1975 | 1982 | 1990  | 1999  | 2006  | 2008  | 2013  |
| ---- | ---- | ---- | ---- | ----- | ----- | ----- | ----- | ----- |
| 793  | 807  | 933  | 962  | 1 085 | 1 038 | 1 093 | 1 106 | 1 123 |

| 2018  | 2022  | - | - | - | - | - | - | - |
| ----- | ----- | - | - | - | - | - | - | - |
| 1 111 | 1 081 | - | - | - | - | - | - | - |

## Culture locale et patrimoine

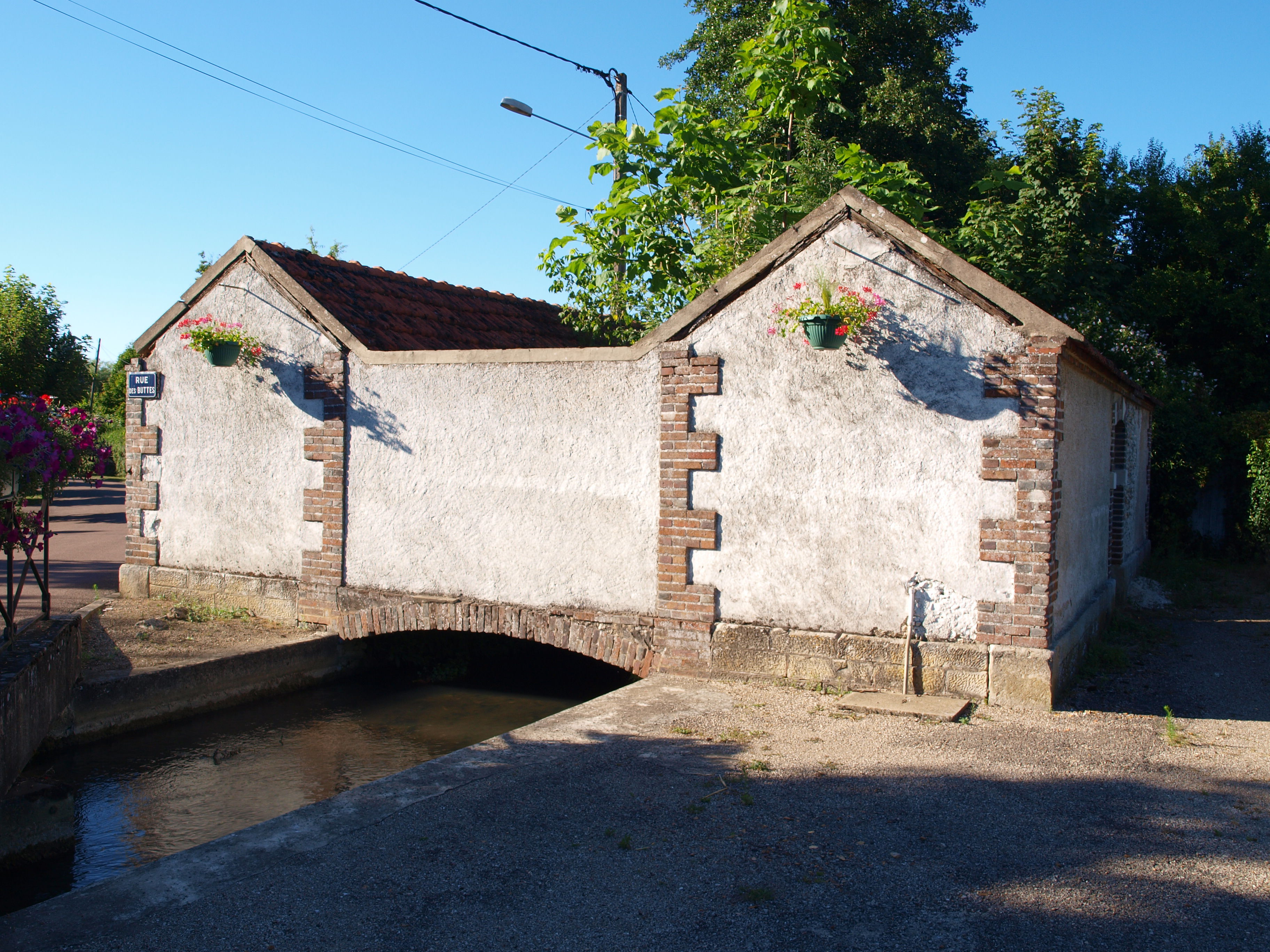
Lavoir sur une branche du Vrin des Marchands, rue des Buttes.

### Lieux et monuments
- La porte d'enceinte en ogive du XIIIe siècle, la seule subsistante des anciennes fortifications de la ville, inscrite au titre des monuments historiques en 1992.
- Église Saint-Loup, du XIIIe siècle, restaurée au XVIIe siècle, à la deuxième moitié du XIXe siècle et de 1995 à 2009, monument historique, 1992. Elle porte le nom de l’évêque Loup de Sens à qui elle est dédiée[35].
- Sculpture Vierge de Pitié : groupe peint en pierre sculptée du XVe siècle, classé monument historique au titre d'objet en 1992.
- La cloche en bronze, de 1620, classée monument historique au titre d'objet en 1992. Elle porte l'inscription :

« + NOMMEE MARIE LOVYSE PAR ILLVSTRE S DV SANG ROYAL DE COVRTENAY S DE CHEVILLON + & M MARIE DE BETHVNE ESPOVSE DE MRE PHILIPPE DE HARLAY CONTE DE CESY PRESENTE M ANNE DV PVIS SA MERE DOVAIRIERE DVDIT LIEV + V ET DE P M C DVBOYS PRIEVR BAPTISANT M I DELACOVR PBRE ME I COVRTILIER AVOCAT & JVGE DE CESY + I BARDOT & L DELACOVR G M MARGVILR ME P COVRTILIER. »
- Le pont suspendu sur l'Yonne a été inauguré en 1846, avec une portée de 90 m[26].
- Le platane appelé « les Six frères »[36] : ce platane, qui serait le plus gros platane de Bourgogne[37] et le deuxième plus gros platane de France, est situé dans l'ancien parc du château de Jacques Cœur. Il y aurait été planté il y a plus de 200 ans. Il est composé de 6 troncs monumentaux qui s'élèvent à 42 m de hauteur. Le platane de Cézy a été labellisé en 2007 au titre des arbres remarquables de France par l’association nationale A.R.B.R.E.S. Par décret en date du 6 février 2018, il est classé, avec ses abords, parmi les sites du département de l'Yonne[38]. Ce classement assure sa protection à vie.

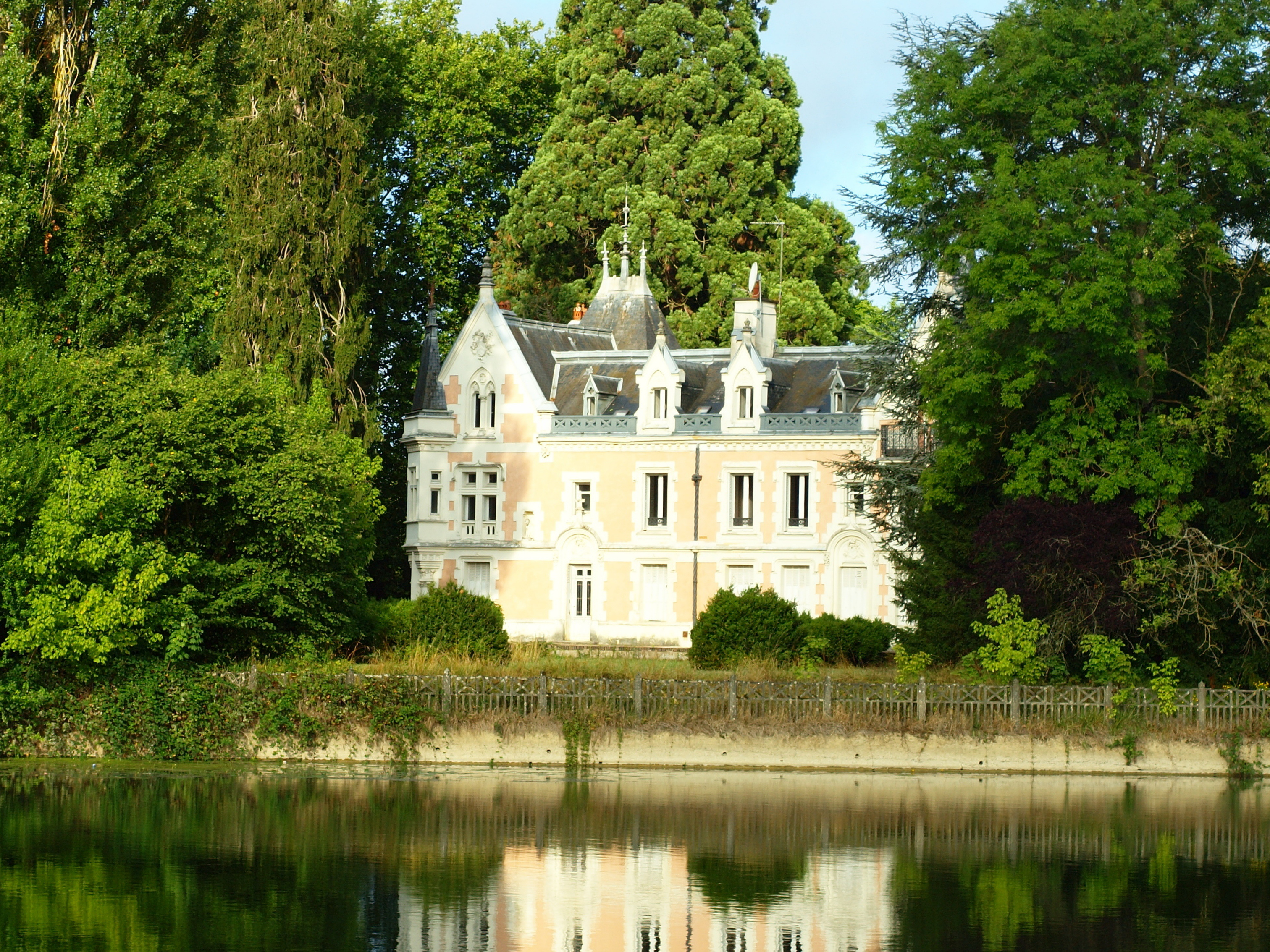
Château de Bellerive.
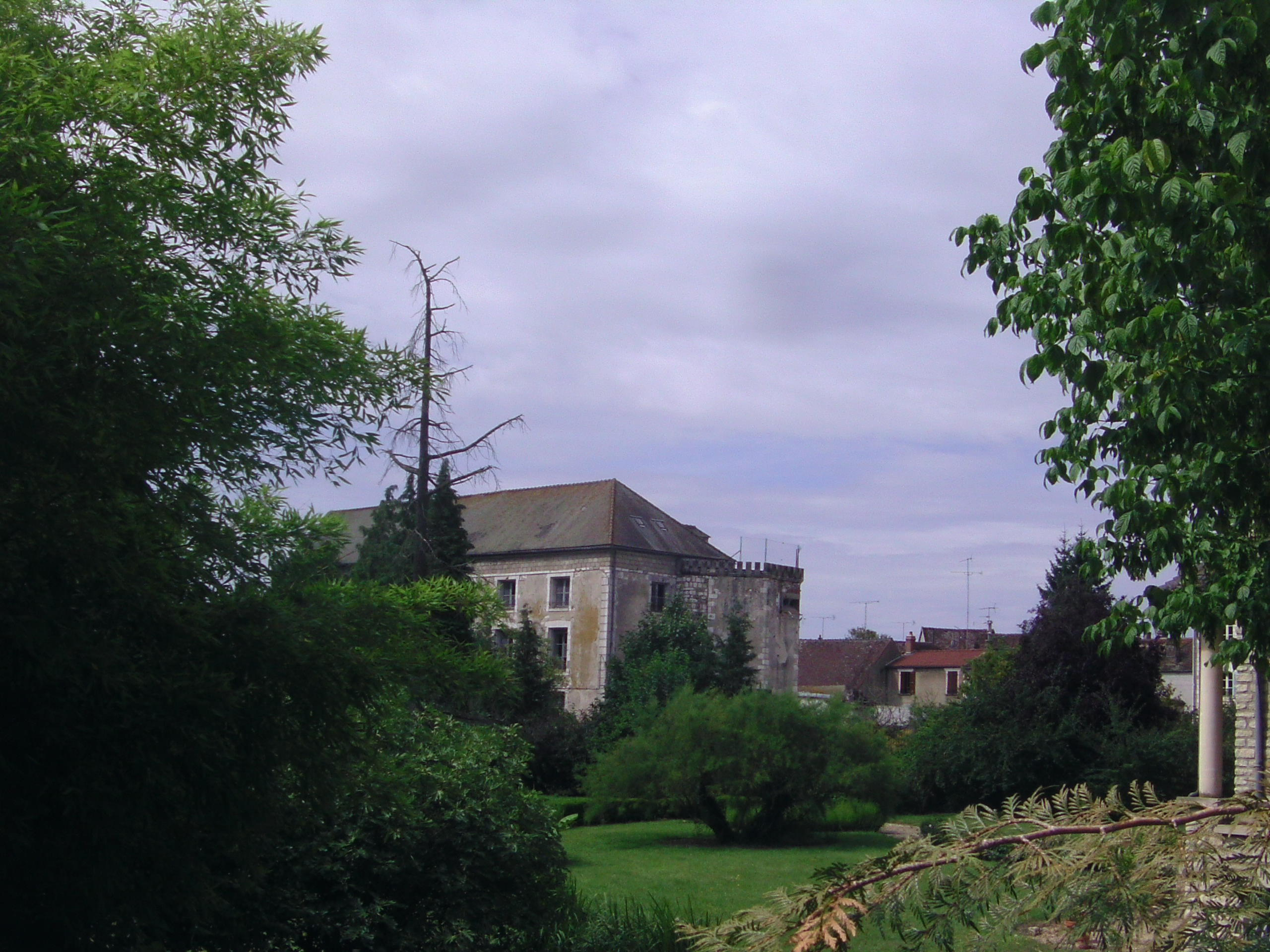
Château de Jacques Cœur.
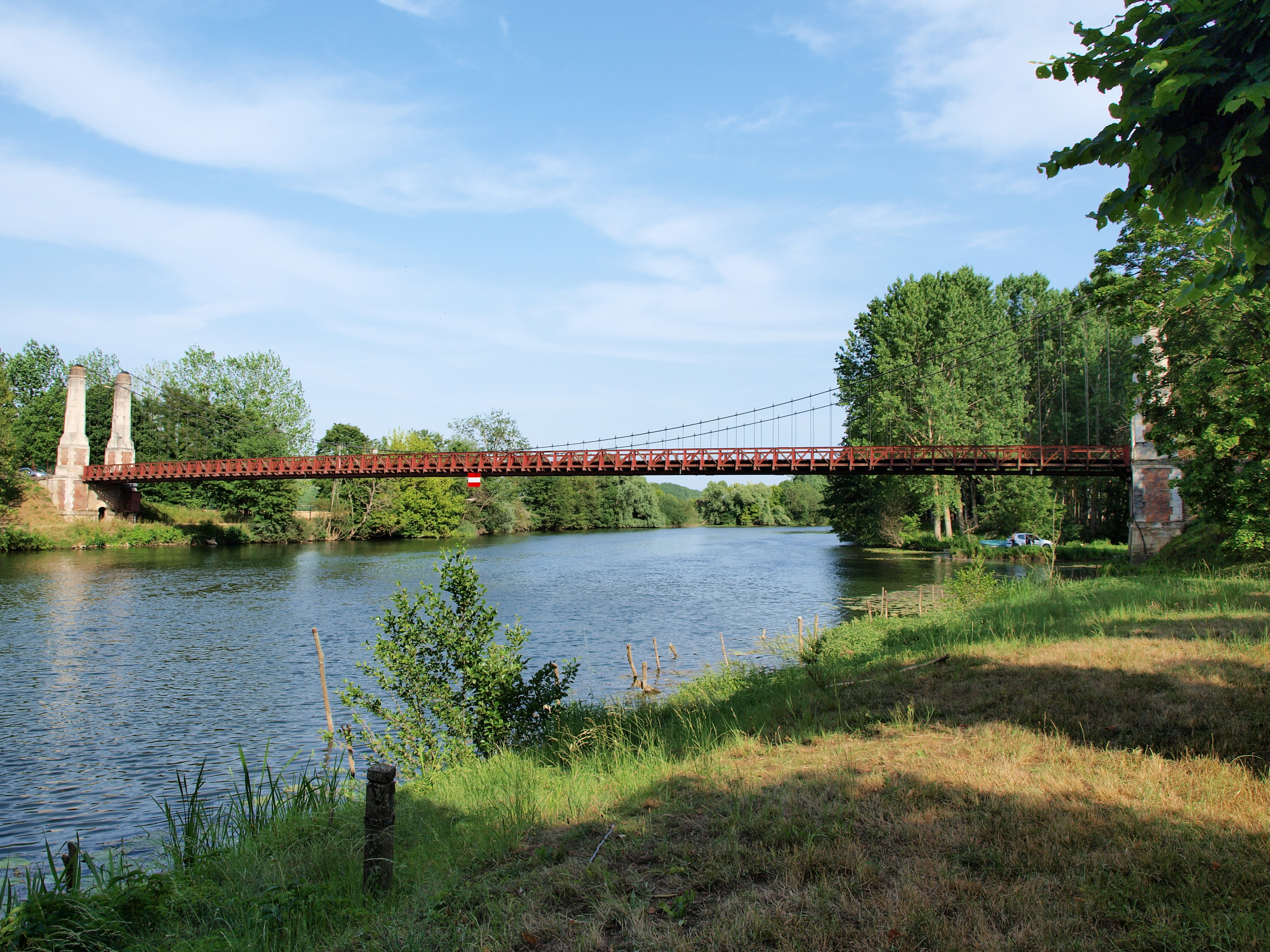
Le pont suspendu.
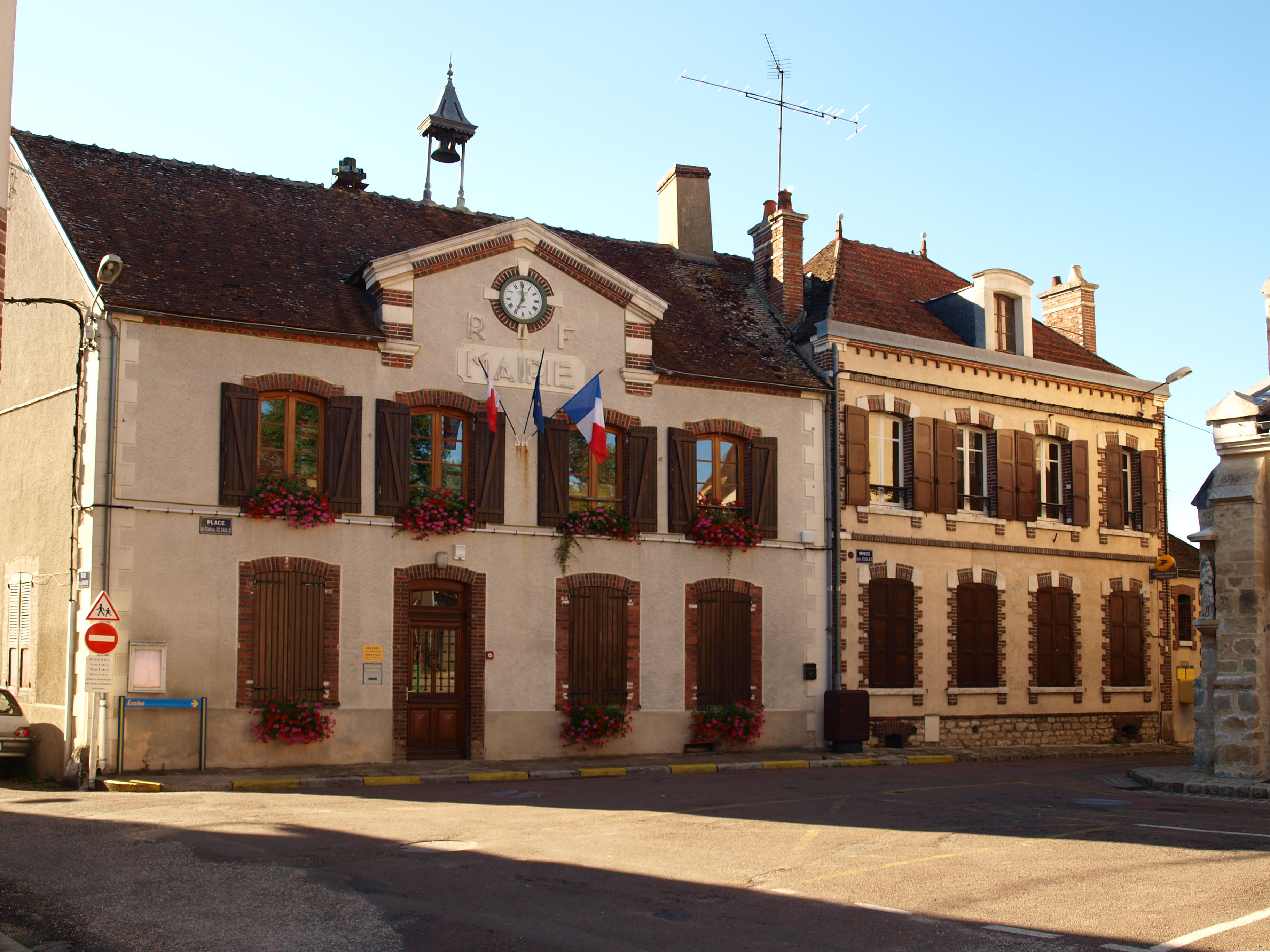
La mairie et son beffroi.
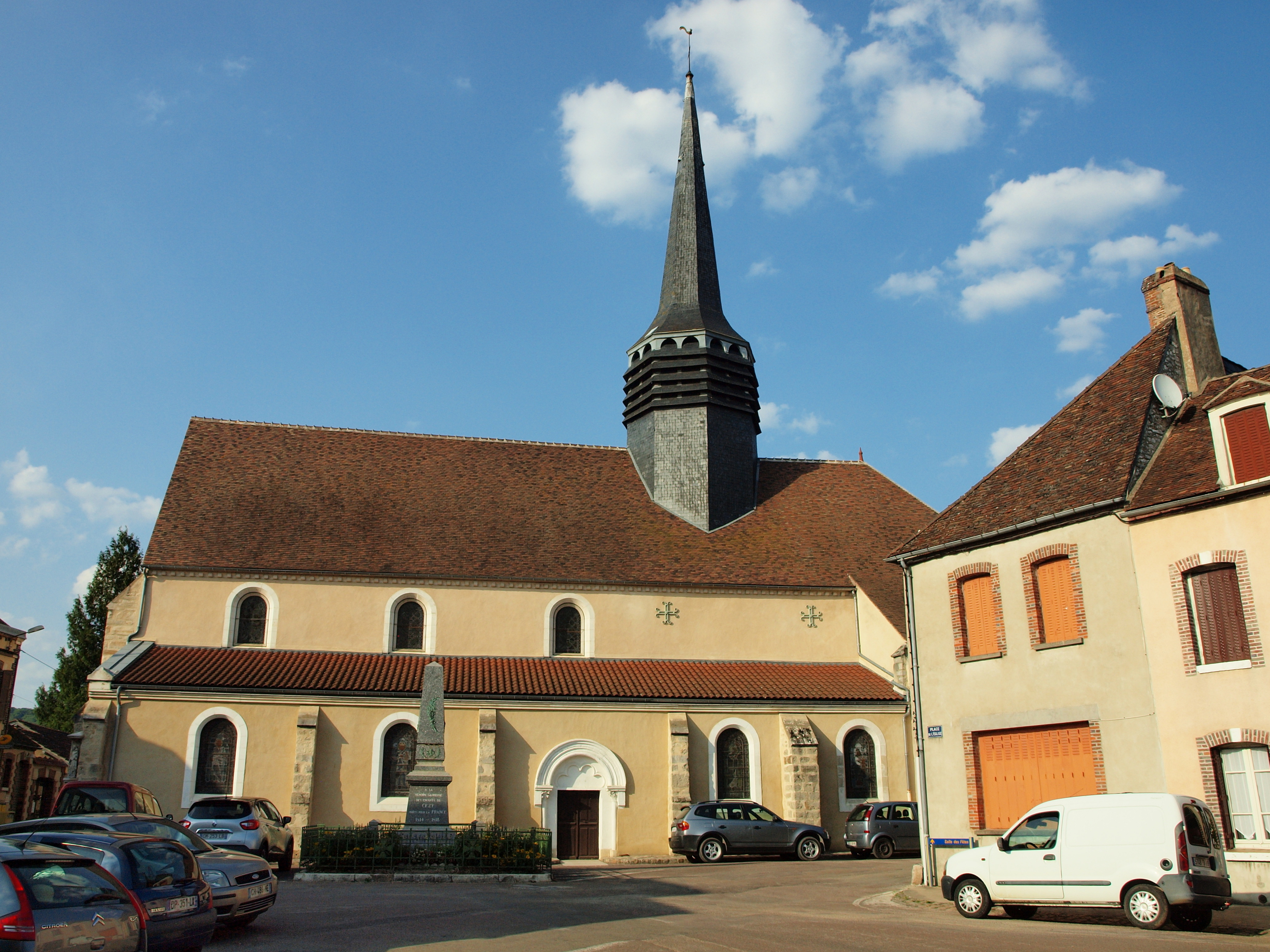
Église Saint-Loup.
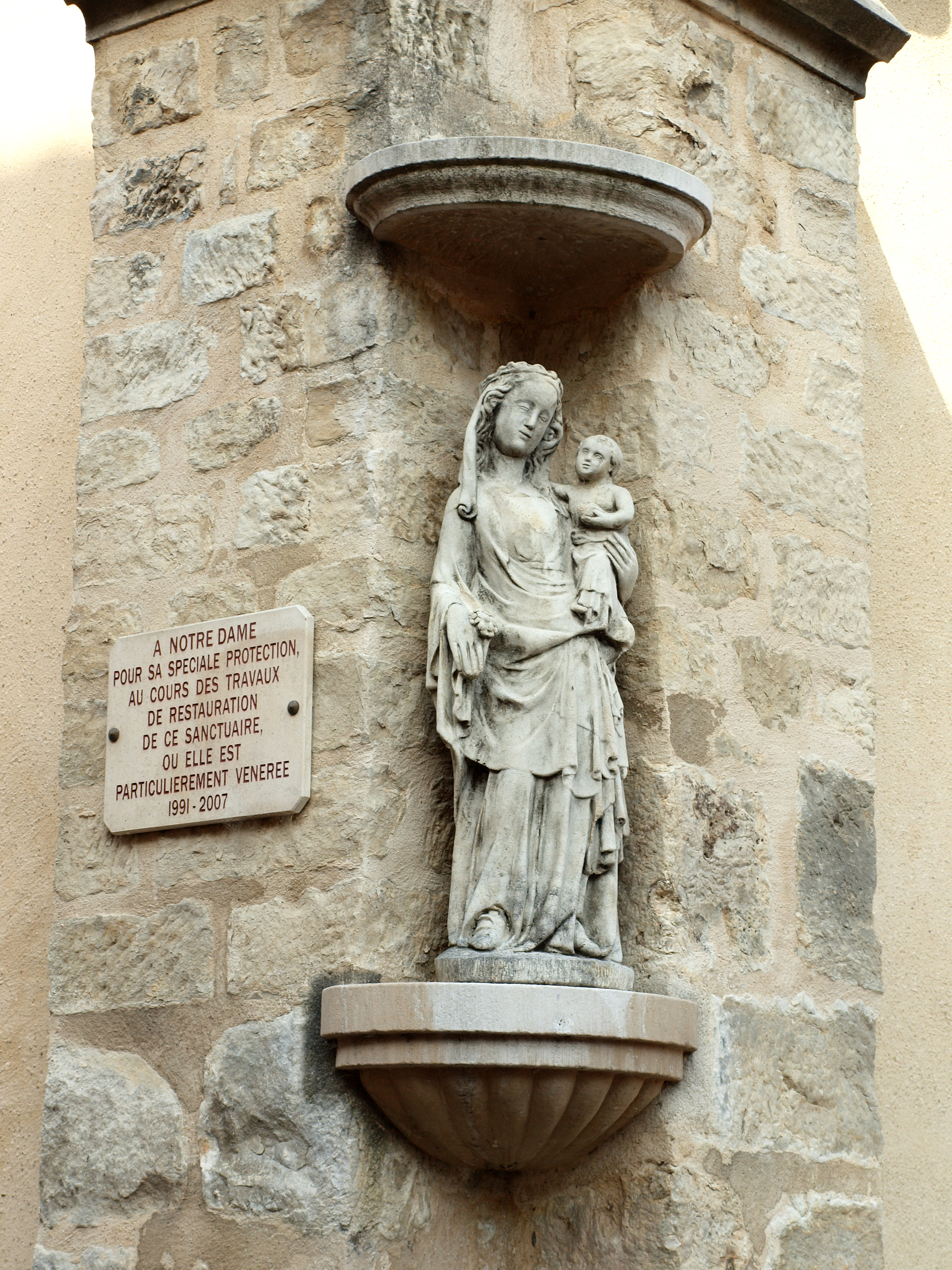
Statue de l'église.

### Personnalités liées à la commune
- Jacques Cœur (1400-1456), argentier du roi Charles VII, fit construire le château de Cézy qui a été reconstruit par de Beauffremont, à la fin du XVe siècle[39].
- Perrette de La Rivière dite aussi madame de la Rocheguyon, fille de Bureau de La Rivière, premier chambellan des rois Charles V (qui est mort dans ses bras) et Charles VI. Elle fut dame d'honneur de la reine Marie d'Anjou. À la mort de son époux, Guy VI de la Roche seigneur de la Roche-Guyon, familier du dauphin, tué à Azincourt le 25 octobre 1415, elle prend parti pour les Armagnacs. Sa tombe qui se trouvait dans l'église a disparu à la Révolution.
- Jacques de Harlay (?-1630), troisième fils de Louis de Harlay, seigneur de Cézy, et de Louise Stuart de Carre, il fut aussi l'amant de la Reine Margot, sa tombe qui se trouvait dans l'église sous la statue de saint Paul dans le chœur a disparu à la Révolution.
- Félix Arvers (1806 - 1850), poète et dramaturge. Il était le fils de Pierre Arvers, marchand de vins de Paris installé à Cézy et de Jeanne Verrien dont le père menuisier était maire de Cézy. Son grand-oncle Julien Martin Verrien (1756 - 1853) était une personnalité de Saint-Julien-du-Sault. Félix Arvers est enterré au cimetière de Cézy.
- Henri Ricard (1849-1910), homme politique.
- Edme Étienne Borne Desfourneaux (1767-1849) devint propriétaire du château de Cézy en 1804.
- Guillaume Mauviel (1757-1814), évêque constitutionnel, y mourut au château.

### Ode à l'Yonne
Oh ! qui me donnera d'aller dans vos prairies,

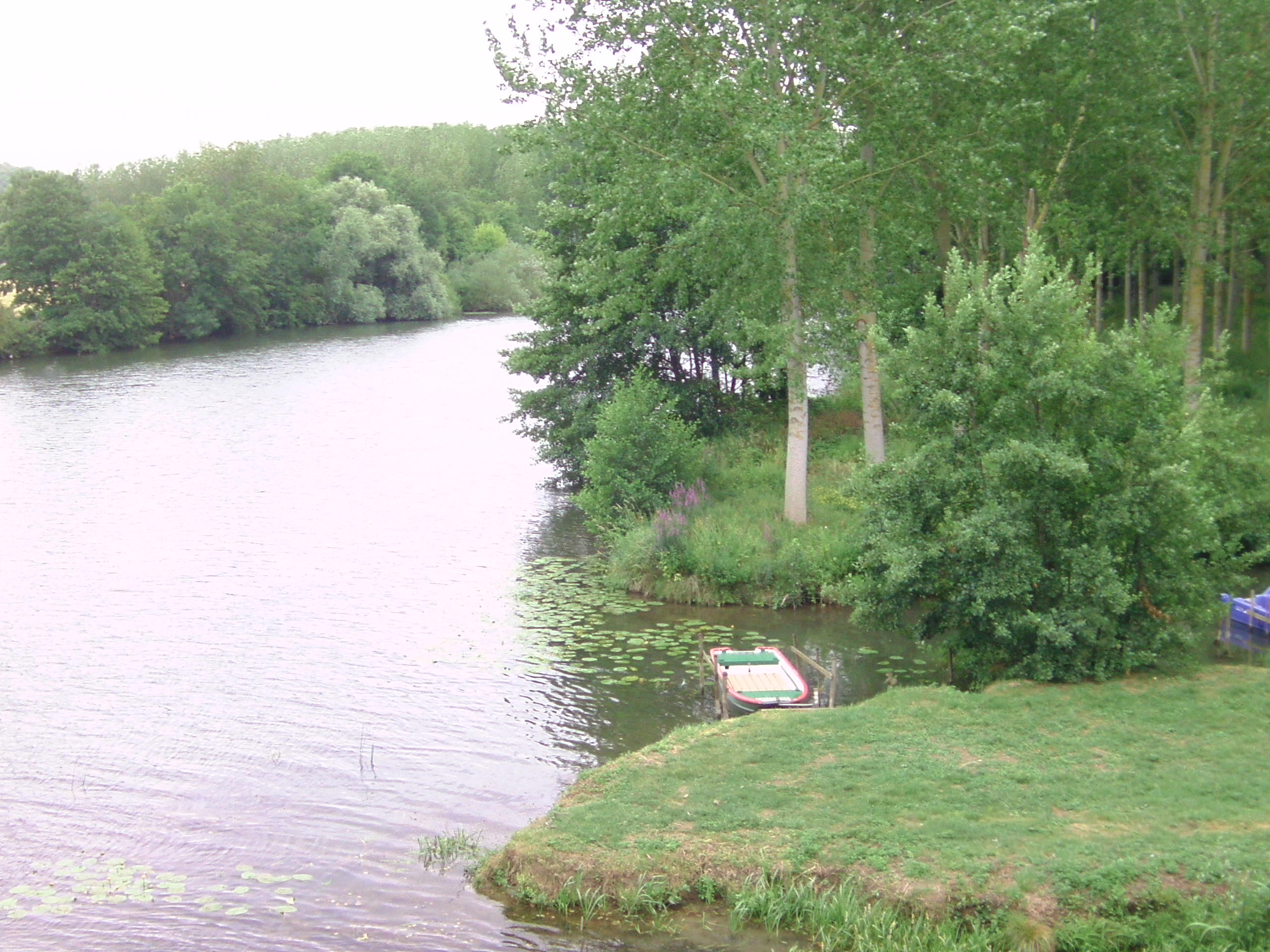
L'Yonne.

Promener chaque jour mes tristes rêveries,

Rivages fortunés où parmi les roseaux

L’Yonne tortueuse égare au loin ses eaux !

Oui, je veux vous revoir, poétiques ombrages,

Bords heureux, à jamais ignorés des orages,

Peupliers si connus, et vous, restes touchants,

Qui m'avez inspiré jadis mes premiers chants
— Félix Arvers, L'Anniversaire, 6 septembre 1828

### Héraldique
| Blason de Cézy | Blason  | D’azur au chevron d'argent accompagné en chef de deux étoiles d'or et en pointe d'une tour d'argent. |
| Blason de Cézy | Détails | Le statut officiel du blason reste à déterminer.                                                     |

## Environnement
La commune est concernée par deux ZNIEFF.
- Une petite partie de la commune est incluse dans la ZNIEFF de type 2 de la vallée de l'Yonne entre Champlay et Cézy[40] qui totalise 1 086 ha répartis sur les communes de Cézy, Champlay, Joigny et Saint-Aubin-sur-Yonne. Sur Cézy, le territoire concerné se trouve sur une bande de 200 m autour du cours du Tholon lors du passage de ce dernier vers la limite sud de la commune, et inclut aussi l'île Turenne et une partie des Grands Prés. L'habitat déterminant de cette ZNIEFF est les eaux vives ; on y trouve aussi eaux douces stagnantes, tourbières et marais, landes, fruticées, pelouses, prairies, bois.
- La ZNIEFF de la roselière des Prés Neufs et de la Chaume aux Chiens[41] concerne 24 ha, uniquement sur Cézy, en bordure de l'Yonne. Le milieu déterminant est fait d'eaux vives, incluant aussi des bois et la zone marécageuse riveraine au niveau des Prés Neufs.

Elle est également incluse dans les 63 405 hectares du site d'intérêt communautaire (SIC) des gîtes et habitats à chauves-souris en Bourgogne, protégeant l'hibernation et la reproduction de nombreuses espèces de chauves-souris,.